# Tentative d'assassinat de Jair Bolsonaro
La tentative d'assassinat de Jair Bolsonaro survient le 6 septembre 2018 lorsque le député fédéral Jair Bolsonaro est attaqué lors d'un rassemblement qui a promu sa campagne électorale pour la présidence du Brésil.
Alors qu'il est transporté au milieu d'une foule de partisans, le député reçoit un coup de couteau dans la région de l'abdomen par Adélio Bispo de Oliveira.

## Récupération
Immédiatement après l'attaque, Bolsonaro est emmené à la Santa Casa de Misericórdia à Juiz de Fora, où il est constaté que le coup de couteau a causé trois blessures à l'intestin grêle et une blessure à une veine de l'abdomen qui entraine des saignements abondants. Malgré la gravité des blessures et la grande perte de sang, le candidat présidentiel survit. Au total, Bolsonaro subit quatre interventions chirurgicales liées aux dommages causés lors de l'attaque.

## Enquête
Adélio est arrêté sur place par la police fédérale et conduit au commissariat central de la ville. Après enquête, la police conclue qu'Adélio avait agi seul. En juin 2019, la détention préventive d'Adélio est convertie en un internement à durée indéterminée au pénitencier fédéral de Campo Grande (pt) à Mato Grosso do Sul. Le couteau utilisé dans l'attaque est récupéré et est exposé au musée de la police fédérale à Brasilia.